# Bảo tàng Khai thác Than ở Zabrze
Bảo tàng Khai thác Than ở Zabrze (tiếng Ba Lan: Muzeum Górnictwa Węglowego w Zabrzu) là một bảo tàng tọa lạc tại số 19 Phố 3 tháng 5, Zabrze, Ba Lan.

## Lược sử hình thành
Bảo tàng Khai thác Than ở Zabrze được thành lập vào tháng 1 năm 1981 theo khởi xướng của Tiến sĩ Bronisław Rudnicki. Bộ sưu tập ban đầu của Bảo tàng (khoảng 38.000 hiện vật) đến từ Bảo tàng Khai thác Liên minh ở Sosnowiec (tồn tại từ năm 1948 đến năm 1972) và từ Bảo tàng Thành phố ở Zabrze.
Trụ sở chính của Bảo tàng là tòa nhà lịch sử được Mateusz Kreiss xây dựng vào năm 1874. Ngày 20 tháng 12 năm 1993, tòa trụ sở chính của Bảo tàng được ghi vào Sổ đăng ký di tích.

## Triển lãm
Bảo tàng Khai thác Than ở Zabrze là trung tâm khai thác du lịch lớn nhất ở tỉnh Śląskie. Bộ sưu tập của Bảo tàng Khai thác Than ở Zabrze bao gồm các hiện vật và kỷ vật có liên quan đến lịch sử khai thác mỏ, công nghệ khai thác và văn hóa. Từ năm 2007, Bảo tàng xuất bản định kỳ "Górnik Polski - Báo cáo khoa học của Bảo tàng Khai thác Than ở Zabrze", do Jan Jurkiewicz làm tổng biên tập. Ngoài ra, Bảo tàng còn tổ chức các hội nghị khoa học chuyên đề hàng năm.